# Emmure
Emmure är en amerikansk musikgrupp (deathcore) från New Fairfield i Connecticut och som bildades 2003. Numer är gruppen verksam från Queens i New York City. Bandet grundades av Frank Palmeri och Joe Lionetti efter att de hade träffats på internet. Senare skulle Joes bror Ben Lionetti gå med i bandet, liksom Jesse Ketive och Mark Davis.
Emmures musik har blivit jämförd med The Acacia Strain och From a Second Story Window, vilka de också lånat mycket musik ifrån. Bandet har även en koppling till From the Pawn då sångaren i Emmure har varit gästartist på ett av deras album, och vice versa.

## Medlemmar
Nuvarande medlemmar
- Frankie Palmeri – sång (2003– )
- Josh Travis – gitarr (2016– )
- Phil Lockett – basgitarr (2016– )
- Josh Miller – trummor (2016– )

Tidigare medlemmar
- Joshua Ammermann – sologitarr (2003)
- Dan Steindler – basgitarr (2003–2004)
- Ben Lionetti – rytmgitarr (2003–2009)
- Joe Lionetti – trummor (2003-2009)
- Jesse Ketive – sologitarr (2003–2015)
- Mark Davis – basgitarr (2004–2015)
- Mike Mulholland – rytmgitarr (2009–2015)
- Mike Kaabe – trummor (2009–2011)
- Mark Castillo – trummor (2012–2014)
- Adam Pierce – trummor (2014–2015)

Turnerande medlemmar
- Adam Pierce – trummor (2014)

## Diskografi
Demo
- Nine Eleven Seven Four (2004)[1][4]
- Demo 2005 (2005)

Studioalbum
- Goodbye To The Gallows (2007)[3]
- The Respect Issue (2008)[3]
- Felony (2009)
- Speaker Of The Dead (2011)
- Slave To The Game (2012)
- Eternal Enemies (2014)
- Hindsight (2020)

EP

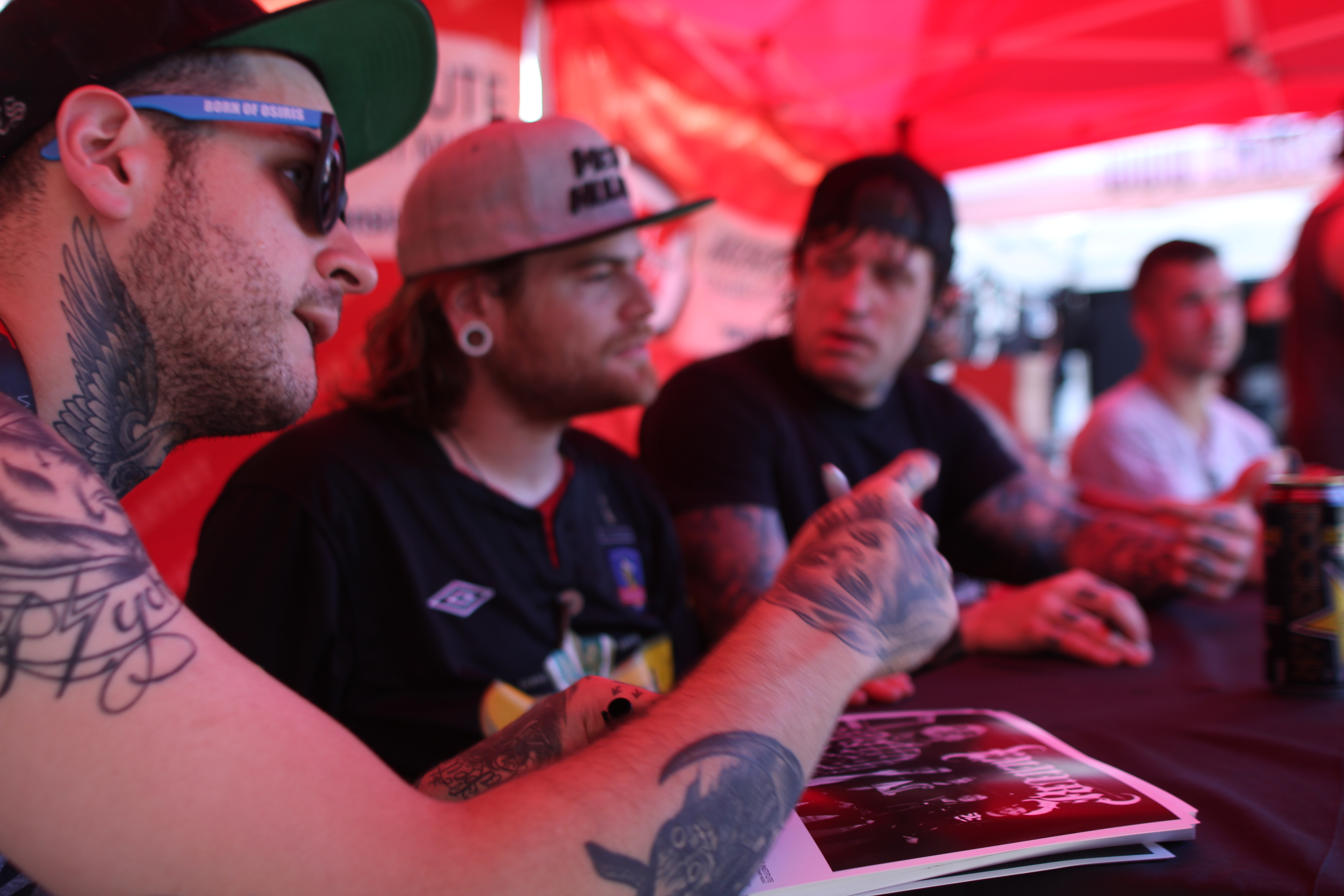
Emmure i Austin, Texas 2013.

- The Complete Guide To NeedleWork (2006)[1]

Singlar
- "10 Signs You Should Leave" (2007)
- "False Love in Real Life" (2008)
- "I Thought You Met Telly and Turned Me into Casper" (2009)
- "Drug Dealer Friend" (2011)
- "Solar Flare Homicide" (2011)
- "I Am Onslaught" (2012)
- "Protoman" (2012)
- "MDMA" (2012)
- "Nemesis" (2014)
- "Torch" (2016)
- "Russian Hotel Aftermath" (2016)
- "Flag of the Beast" (2017)
- "Pigs Ear" (2019)